# Torneios ATP 500

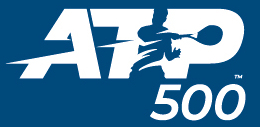

O ATP 500, chamado de ATP World Tour 500 entre 2009 e 2017, e anteriormente ATP International Series Gold, é uma série de torneios de tênis profissional realizada internacionalmente e organizadas pela ATP. A série ATP 500 oferece aos jogadores prêmios em dinheiro (variando entre US$ 755 000 e US$ 1 426 250, a partir de 2007) e pontos no ranking da ATP. Os torneios estão hierarquicamente abaixo do ATP Masters 1000, e acima da ATP 250, em termos de prêmio monetário, pontos disponíveis no ranking e prestígio no cenário do tênis. O maior vencedor do evento é Roger Federer, que venceu 24 torneios a nível de ATP 500.

## Eventos

### 2025
| Semana | Cidade         | País                   | Nome comercial                                  | Piso           | Campeão            | Campeões                        |
| ------ | -------------- | ---------------------- | ----------------------------------------------- | -------------- | ------------------ | ------------------------------- |
| 6      | Dallas         | Estados Unidos         | Dallas Open                                     | duro (coberto) | Denis Shapovalov   | Christian Harrison Evan King    |
| 6      | Roterdã        | Países Baixos          | ABN AMRO Open                                   | duro (coberto) | Carlos Alcaraz     | Simone Bolelli Andrea Vavassori |
| 8      | Doha           | Catar                  | Qatar ExxonMobil Open                           | duro           | Andrey Rublev      | Julian Cash Lloyd Glasspool     |
| 8      | Rio de Janeiro | Brasil                 | Rio Open                                        | saibro         | Sebastián Báez     | Rafael Matos Marcelo Melo       |
| 9      | Acapulco       | México                 | Abierto Mexicano Telcel                         | duro           | Tomáš Macháč       | Christian Harrison Evan King    |
| 9      | Dubai          | Emirados Árabes Unidos | Dubai Duty Free Tennis Championships            | duro           | Stefanos Tsitsipas | Yuki Bhambri Alexei Popyrin     |
| 16     | Barcelona      | Espanha                | Barcelona Open Banc Sabadell                    | saibro         |                    |                                 |
| 16     | Munique        | Alemanha               | BMW Open                                        | saibro         |                    |                                 |
| 21     | Hamburgo       | Alemanha               | Hamburg Open                                    | saibro         |                    |                                 |
| 25     | Halle          | Alemanha               | Terra Wortmann Open                             | grama          |                    |                                 |
| 25     | Londres        | Reino Unido            | Cinch Championships                             | grama          |                    |                                 |
| 30     | Washington     | Estados Unidos         | Mubadala Citi DC Open                           | duro           |                    |                                 |
| 39     | Pequim         | China                  | China Open                                      | duro           |                    |                                 |
| 39     | Tóquio         | Japão                  | Kinoshita Group Japan Open Tennis Championships | duro           |                    |                                 |
| 43     | Basileia       | Suíça                  | Swiss Indoors                                   | duro (coberto) |                    |                                 |
| 43     | Viena          | Áustria                | Erste Bank Open                                 | duro (coberto) |                    |                                 |

### 2024
| Semana | Cidade         | País                   | Nome comercial                                  | Piso           | Campeão                    | Campeões                             |
| ------ | -------------- | ---------------------- | ----------------------------------------------- | -------------- | -------------------------- | ------------------------------------ |
| 7      | Roterdã        | Países Baixos          | ABN AMRO Open                                   | duro (coberto) | Jannik Sinner              | Wesley Koolhof Nikola Mektić         |
| 8      | Rio de Janeiro | Brasil                 | Rio Open                                        | saibro         | Sebastián Báez             | Nicolás Barrientos Rafael Matos      |
| 9      | Acapulco       | México                 | Abierto Mexicano Telcel                         | duro           | Alex de Minaur             | Hugo Nys Jan Zieliński               |
| 9      | Dubai          | Emirados Árabes Unidos | Dubai Duty Free Tennis Championships            | duro           | Ugo Humbert                | Tallon Griekspoor Jan-Lennard Struff |
| 16     | Barcelona      | Espanha                | Barcelona Open Banc Sabadell                    | saibro         | Casper Ruud                | Máximo González Andrés Molteni       |
| 25     | Halle          | Alemanha               | Terra Wortmann Open                             | grama          | Jannik Sinner              | Simone Bolelli Andrea Vavassori      |
| 25     | Londres        | Reino Unido            | Cinch Championships                             | grama          | Tommy Paul                 | Neal Skupski Michael Venus           |
| 29     | Hamburgo       | Alemanha               | Hamburg Open                                    | saibro         | Arthur Fils                | Kevin Krawietz Tim Pütz              |
| 31     | Washington     | Estados Unidos         | Mubadala Citi DC Open                           | duro           | Sebastian Korda            | Nathaniel Lammons Jackson Withrow    |
| 39     | Pequim         | China                  | China Open                                      | duro           | Carlos Alcaraz             | Simone Bolelli Andrea Vavassori      |
| 39     | Tóquio         | Japão                  | Kinoshita Group Japan Open Tennis Championships | duro           | Arthur Fils                | Julian Cash Lloyd Glasspool          |
| 43     | Basileia       | Suíça                  | Swiss Indoors                                   | duro (coberto) | Giovanni Mpetshi Perricard | Jamie Murray John Peers              |
| 43     | Viena          | Áustria                | Erste Bank Open                                 | duro (coberto) | Jack Draper                | Alexander Erler Lucas Miedler        |

### 2023
| Semana | Cidade         | País                   | Nome comercial                                  | Piso           | Campeão               | Campeões                                 |
| ------ | -------------- | ---------------------- | ----------------------------------------------- | -------------- | --------------------- | ---------------------------------------- |
| 7      | Roterdã        | Países Baixos          | ABN AMRO Open                                   | duro (coberto) | Daniil Medvedev       | Ivan Dodig Austin Krajicek               |
| 8      | Rio de Janeiro | Brasil                 | Rio Open                                        | saibro         | Cameron Norrie        | Máximo González Andrés Molteni           |
| 9      | Acapulco       | México                 | Abierto Mexicano Telcel                         | duro           | Alex de Minaur        | Alexander Erler Lucas Miedler            |
| 9      | Dubai          | Emirados Árabes Unidos | Dubai Duty Free Tennis Championships            | duro           | Daniil Medvedev       | Maxime Cressy Fabrice Martin             |
| 16     | Barcelona      | Espanha                | Barcelona Open Banc Sabadell                    | saibro         | Carlos Alcaraz        | Máximo González Andrés Molteni           |
| 25     | Halle          | Alemanha               | Terra Wortmann Open                             | grama          | Alexander Bublik      | Marcelo Melo John Peers                  |
| 25     | Londres        | Reino Unido            | Cinch Championships                             | grama          | Carlos Alcaraz        | Ivan Dodig Austin Krajicek               |
| 30     | Hamburgo       | Alemanha               | Hamburg European Open                           | saibro         | Alexander Zverev      | Kevin Krawietz Tim Pütz                  |
| 31     | Washington     | Estados Unidos         | Mubadala Citi DC Open                           | duro           | Daniel Evans          | Máximo González Andrés Molteni           |
| 39     | Pequim         | China                  | China Open                                      | duro           | Jannik Sinner         | Ivan Dodig Austin Krajicek               |
| 42     | Tóquio         | Japão                  | Kinoshita Group Japan Open Tennis Championships | duro           | Ben Shelton           | Rinky Hijikata Max Purcell               |
| 43     | Basileia       | Suíça                  | Swiss Indoors                                   | duro (coberto) | Félix Auger-Aliassime | Santiago González Édouard Roger-Vasselin |
| 43     | Viena          | Áustria                | Erste Bank Open                                 | duro (coberto) | Jannik Sinner         | Rajeev Ram Joe Salisbury                 |

### 2022
| Semana | Cidade         | País                   | Nome comercial                          | Piso           | Campeão                                 | Campeões                                |
| ------ | -------------- | ---------------------- | --------------------------------------- | -------------- | --------------------------------------- | --------------------------------------- |
| 6      | Roterdã        | Países Baixos          | ABN AMRO World Tennis Tournament        | duro (coberto) | Félix Auger-Aliassime                   | Robin Haase Matwé Middelkoop            |
| 7      | Rio de Janeiro | Brasil                 | Rio Open                                | saibro         | Carlos Alcaraz                          | Simone Bolelli Fabio Fognini            |
| 8      | Acapulco       | México                 | Abierto Mexicano Telcel                 | duro           | Rafael Nadal                            | Feliciano López Stefanos Tsitsipas      |
| 8      | Dubai          | Emirados Árabes Unidos | Dubai Duty Free Tennis Championships    | duro           | Andrey Rublev                           | Tim Pütz Venus Williams                 |
| 16     | Barcelona      | Espanha                | Barcelona Open Banc Sabadell            | saibro         | Carlos Alcaraz                          | Kevin Krawietz Andreas Mies             |
| 24     | Halle          | Alemanha               | Terra Wortmann Open                     | grama          | Hubert Hurkacz                          | Marcel Granollers Horacio Zeballos      |
| 24     | Londres        | Reino Unido            | Cinch Championships                     | grama          | Matteo Berrettini                       | Nikola Mektić Mate Pavić                |
| 29     | Hamburgo       | Alemanha               | Hamburg European Open                   | saibro         | Lorenzo Musetti                         | Lloyd Glasspool Harri Heliövaara        |
| 31     | Washington     | Estados Unidos         | Citi Open                               | duro           | Nick Kyrgios                            | Nick Kyrgios Jack Sock                  |
| 40     | Astana         | Cazaquistão            | Astana Open                             | duro (coberto) | Novak Djokovic                          | Nikola Mektić Mate Pavić                |
| 40     | Pequim         | China                  | China Open                              | duro           | Cancelado devido à pandemia de COVID-19 | Cancelado devido à pandemia de COVID-19 |
| 40     | Tóquio         | Japão                  | Rakuten Japan Open Tennis Championships | duro           | Taylor Fritz                            | Mackenzie McDonald Marcelo Melo         |
| 43     | Basileia       | Suíça                  | Swiss Indoors                           | duro (coberto) | Félix Auger-Aliassime                   | Ivan Dodig Austin Krajicek              |
| 43     | Viena          | Áustria                | Erste Bank Open                         | duro (coberto) | Daniil Medvedev                         | Alexander Erler Lucas Miedler           |

### 2021
| Semana | Cidade         | País                   | Nome comercial                          | Piso           | Campeão                                 | Campeões                                |
| ------ | -------------- | ---------------------- | --------------------------------------- | -------------- | --------------------------------------- | --------------------------------------- |
| 7      | Rio de Janeiro | Brasil                 | Rio Open                                | saibro         | Cancelado devido à pandemia de COVID-19 | Cancelado devido à pandemia de COVID-19 |
| 9      | Roterdã        | Países Baixos          | ABN AMRO World Tennis Tournament        | duro (coberto) | Andrey Rublev                           | Nikola Mektić Mate Pavić                |
| 11     | Acapulco       | México                 | Abierto Mexicano Telcel                 | duro           | Alexander Zverev                        | Ken Skupski Neal Skupski                |
| 11     | Dubai          | Emirados Árabes Unidos | Dubai Duty Free Tennis Championships    | duro           | Aslan Karatsev                          | Juan Sebastián Cabal Robert Farah       |
| 16     | Barcelona      | Espanha                | Barcelona Open Banc Sabadell            | saibro         | Rafael Nadal                            | Juan Sebastián Cabal Robert Farah       |
| 24     | Halle          | Alemanha               | Noventi Open                            | grama          | Ugo Humbert                             | Kevin Krawietz Horia Tecău              |
| 24     | Londres        | Reino Unido            | Cinch Championships                     | grama          | Matteo Berrettini                       | Pierre-Hugues Herbert Nicolas Mahut     |
| 28     | Hamburgo       | Alemanha               | Hamburg European Open                   | saibro         | Pablo Carreño Busta                     | Tim Pütz Michael Venus                  |
| 31     | Washington     | Estados Unidos         | Citi Open                               | duro           | Jannik Sinner                           | Raven Klaasen Ben McLachlan             |
| 40     | Pequim         | China                  | China Open                              | duro           | Cancelado devido à pandemia de COVID-19 | Cancelado devido à pandemia de COVID-19 |
| 40     | Tóquio         | Japão                  | Rakuten Japan Open Tennis Championships | duro           | Cancelado devido à pandemia de COVID-19 | Cancelado devido à pandemia de COVID-19 |
| 43     | Basileia       | Suíça                  | Swiss Indoors                           | duro (coberto) | Cancelado devido à pandemia de COVID-19 | Cancelado devido à pandemia de COVID-19 |
| 43     | Viena          | Áustria                | Erste Bank Open                         | duro (coberto) | Alexander Zverev                        | Juan Sebastián Cabal Robert Farah       |

### 2020
| Semana | Cidade          | País                   | Nome comercial                          | Piso           | Campeão                                 | Campeões                                |
| ------ | --------------- | ---------------------- | --------------------------------------- | -------------- | --------------------------------------- | --------------------------------------- |
| 6      | Roterdã         | Países Baixos          | ABN AMRO World Tennis Tournament        | duro (coberto) | Gaël Monfils                            | Pierre-Hugues Herbert Nicolas Mahut     |
| 7      | Rio de Janeiro  | Brasil                 | Rio Open                                | saibro         | Cristian Garín                          | Marcel Granollers Horacio Zeballos      |
| 8      | Acapulco        | México                 | Abierto Mexicano Telcel                 | duro           | Rafael Nadal                            | Łukasz Kubot Marcelo Melo               |
| 8      | Dubai           | Emirados Árabes Unidos | Dubai Duty Free Tennis Championships    | duro           | Novak Djokovic                          | John Peers Michael Venus                |
| 16     | Barcelona       | Espanha                | Barcelona Open Banc Sabadell            | saibro         | Cancelado devido à pandemia de COVID-19 | Cancelado devido à pandemia de COVID-19 |
| 24     | Halle           | Alemanha               | Grass Court Open Halle                  | grama          | Cancelado devido à pandemia de COVID-19 | Cancelado devido à pandemia de COVID-19 |
| 24     | Londres         | Reino Unido            | Fever-Tree Championships                | grama          | Cancelado devido à pandemia de COVID-19 | Cancelado devido à pandemia de COVID-19 |
| 33     | Washington      | Estados Unidos         | Citi Open                               | duro           | Cancelado devido à pandemia de COVID-19 | Cancelado devido à pandemia de COVID-19 |
| 38     | Hamburgo        | Alemanha               | Hamburg European Open                   | saibro         | Andrey Rublev                           | John Peers Michael Venus                |
| 40     | Pequim          | China                  | China Open                              | duro           | Cancelado devido à pandemia de COVID-19 | Cancelado devido à pandemia de COVID-19 |
| 40     | Tóquio          | Japão                  | Rakuten Japan Open Tennis Championships | duro           | Cancelado devido à pandemia de COVID-19 | Cancelado devido à pandemia de COVID-19 |
| 41     | São Petersburgo | Rússia                 | St. Petersburg Open                     | duro (coberto) | Andrey Rublev                           | Jürgen Melzer Édouard Roger-Vasselin    |
| 43     | Basileia        | Suíça                  | Swiss Indoors                           | duro (coberto) | Cancelado devido à pandemia de COVID-19 | Cancelado devido à pandemia de COVID-19 |
| 43     | Viena           | Áustria                | Erste Bank Open                         | duro (coberto) | Andrey Rublev                           | Łukasz Kubot Marcelo Melo               |

### 2019
| Semana | Cidade         | País                   | Nome comercial                          | Piso           | Campeão              | Campeões                             |
| ------ | -------------- | ---------------------- | --------------------------------------- | -------------- | -------------------- | ------------------------------------ |
| 7      | Roterdã        | Países Baixos          | ABN AMRO World Tennis Tournament        | duro (coberto) | Gaël Monfils         | Jérémy Chardy Henri Kontinen         |
| 8      | Rio de Janeiro | Brasil                 | Rio Open                                | saibro         | Laslo Djere          | Máximo González Nicolás Jarry        |
| 9      | Acapulco       | México                 | Abierto Mexicano Telcel                 | duro           | Nick Kyrgios         | Alexander Zverev Mischa Zverev       |
| 9      | Dubai          | Emirados Árabes Unidos | Dubai Duty Free Tennis Championships    | duro           | Roger Federer        | Rajeev Ram Joe Salisbury             |
| 17     | Barcelona      | Espanha                | Barcelona Open Banc Sabadell            | saibro         | Dominic Thiem        | Juan Sebastián Cabal Robert Farah    |
| 25     | Halle          | Alemanha               | Noventi Open                            | grama          | Roger Federer        | Raven Klaasen Michael Venus          |
| 25     | Londres        | Reino Unido            | Fever-Tree Championships                | grama          | Feliciano López      | Feliciano López Andy Murray          |
| 30     | Hamburgo       | Alemanha               | Hamburg European Open                   | saibro         | Nikoloz Basilashvili | Oliver Marach Jürgen Melzer          |
| 31     | Washington     | Estados Unidos         | Citi Open                               | duro           | Nick Kyrgios         | Raven Klaasen Michael Venus          |
| 40     | Pequim         | China                  | China Open                              | duro           | Dominic Thiem        | Ivan Dodig Filip Polášek             |
| 40     | Tóquio         | Japão                  | Rakuten Japan Open Tennis Championships | duro           | Novak Djokovic       | Nicolas Mahut Édouard Roger-Vasselin |
| 43     | Basileia       | Suíça                  | Swiss Indoors                           | duro (coberto) | Roger Federer        | Jean-Julien Rojer Horia Tecău        |
| 43     | Viena          | Áustria                | Erste Bank Open                         | duro (coberto) | Dominic Thiem        | Rajeev Ram Joe Salisbury             |